# Stromboli-Klasse
Die Stromboli-Klasse ist eine in den 1970er Jahren in Italien gebaute Klasse von Versorgungsschiffen. Zwei Schiffe wurden für die italienischen Marine gebaut, von denen noch eines in Dienst ist. Ein weiterer Versorger der Klasse entstand für die irakische Marine, die ihn jedoch wegen eines Embargos nie einsetzen konnte.

## Allgemeines
Die beiden italienischen Schiffe Stromboli und (die im Oktober 2023 außer Dienst gestellte) Vesuvio versorgen Flottenverbände auf hoher See mit Betriebsstoffen, Verbrauchsgütern, Proviant und Munition. Die Transportkapazität beläuft sich auf 4.000 Tonnen Schiffsdiesel, 400 t Kerosin und 300 t anderer Versorgungsgüter. Auf der Basis der Stromboli-Klasse wurde später die verbesserte und vergrößerte Etna-Klasse gebaut. Stromboli und Vesuvio wurden in der italienischen Marine stark beansprucht und sollten bereits 2009 durch zwei wesentlich größere Neubauten ersetzt werden. Die Ablösung wird nun durch neue Versorger der Vulcano-Klasse erfolgen.

## Schiffe der Klasse

### Stromboli (A 5327)
Das Typschiff ist nach dem sizilianischen Vulkan Stromboli benannt und das sechste italienische Schiff mit diesem Namen. Es wurde am 1. Oktober 1973 in Riva Trigoso bei Genua auf Kiel gelegt, der Stapellauf erfolgte am 20. Februar 1975, die Übergabe an die Marine war am 31. Oktober desselben Jahres, offiziell in Dienst gestellt wurde es am 7. Juni 1978 in Palermo. Heimathafen ist Tarent.
Zu den bedeutendsten Einsätzen der Stromboli gehörten: 
- 1979 ein humanitärer Einsatz im Südchinesischen Meer, bei dem zusammen mit den Kreuzern Vittorio Veneto und Andrea Doria so genannte Boatpeople auf hoher See gerettet wurden;
- 1987 die Versorgung eines italienischen Flottenverbandes im Persischen Golf, der dort zum Schutz der Handelsschifffahrt während des Ersten Golfkriegs beitrug;
- 1990 die Versorgung eines weiteren Flottenverbandes im Persischen Golf während des Zweiten Golfkriegs;
- 1994 und 1995 die Unterstützung und der Abzug von italienischen Kontingenten der United Nations Operation in Somalia II;
- ab 2002 die Unterstützung von Active Endeavour im östlichen Mittelmeer;
- 2003 die Unterstützung von Enduring Freedom im Persischen Golf und im Indischen Ozean.

### Vesuvio (A 5329)
Das zweite Schiff der Klasse wurde am 1. Juli 1974 in Muggiano bei La Spezia auf Kiel gelegt und lief am 4. Juni 1977 vom Stapel. Die Übergabe an die italienische Marine erfolgte am 18. November 1978, die offizielle Indienststellung am 25. März 1979 in Syrakus. Der Versorger war nach dem bei Neapel gelegenen Vulkan Vesuv benannt und das fünfte italienische Schiff mit diesem Namen. Heimathafen war La Spezia. Die Vesuvio wurde am 11. Oktober 2023 in La Spezia außer Dienst gestellt.
Die Vesuvio operierte unter anderem:
- 1980 bei einem Hilfseinsatz zugunsten der Überlebenden eines Erdbebens im süditalienischen Irpinien
- 1982 zur Unterstützung eines italienischen Militärkontingents im Libanon
- 1987, 1988 und 1991 im Persischen Golf
- 1992 in der Adria zur Durchsetzung eines Waffenembargos gegen das ehemalige Jugoslawien
- 1992 und 1993 vor Somalia
- 2003 und 2005 im östlichen Mittelmeer im Rahmen von Active Endeavour
- 2004 im Persischen Golf zur Unterstützung von Enduring Freedom

### Agnadeen
Für die irakische Marine wurde die Agnadeen, das dritte Schiff der Klasse gebaut. Sie war Teil eines Auftrages, der auch vier Fregatten der Lupo-Klasse und sechs Korvetten umfasste. Wegen der Entwicklungen während des Ersten Golfkriegs wurde ein Waffenembargo beschlossen, dem die Schiffe unterlagen. Die Agnadeen fuhr 1986 unter irakischer Flagge von La Spezia nach Umm Qasr, wurde aber in Alexandria interniert und zehn Jahre später wieder an Fincantieri übergeben. Das Schiff wurde später abgewrackt.